# Port Aransas
La ville américaine de Port Aransas est située dans le comté de Nueces, dans l’État du Texas. Lors du recensement de 2010, elle comptait 3 480 habitants. La ville occupe le nord de l'île Mustang qui fait partie des îles barrières du golfe du Mexique et qui ferme la baie de Corpus Christi.

## Source
- (en) Cet article est partiellement ou en totalité issu de l’article de Wikipédia en anglais intitulé « Port Aransas, Texas » (voir la liste des auteurs).